# دوسينة (بوئين)
دوسینة (بالفارسية: دوسینه) هي قرية تقع في إيران في قسم بوئین الريفي. يقدر عدد سكانها بـ 225 نسمة بحسب إحصاء 2016.